# Persona 3 The Movie: No.4 Winter of Rebirth
 (octobre 2019).
Si vous disposez d'ouvrages ou d'articles de référence ou si vous connaissez des sites web de qualité traitant du thème abordé ici, merci de compléter l'article en donnant les références utiles à sa vérifiabilité et en les liant à la section « Notes et références ».
Persona 3 The Movie: #4 Winter of Rebirth (劇場版「ペルソナ3」第4章, Gekijōban Perusona 3 Dai Yon Shō) est un film d'animation japonais qui est le quatrième œuvre d'une série de quatre films basé sur le jeu vidéo Shin Megami Tensei: Persona 3 d'Atlus. Le film est réalisé par Keitaro Motonaga et écrit par Jun Kumagai. Il est basé sur l'histoire originale d'Atlus et est distribué par Aniplex.